# Dinoderus japonicus
Dinoderus japonicus es una especie de escarabajo de bambú del género Dinoderus, de la familia Bostrichidae, orden Coleoptera. Fue descrita por Lesne en 1895.

## Distribución
Se distribuye por Austria, Francia, Alemania, Italia, Países Bajos, Rusia, Suecia, América del Norte: Estados Unidos de América, Asia: China (Hong Kong), Japón y Oceanía: Australia.